# Haven't Met You Yet
Haven't Met You Yet is een single van Michael Bublé, afkomstig van het album Crazy Love uit 2009.
De single werd uitgebracht op 5 september 2009 en bereikte de 16e positie in de Single Top 100 en in de Nederlandse Top 40 kwam het nummer tot de 4e positie. Daarmee is het Bublés grootste hit in de Top 40. Zijn vrouw Luisana Lopilato speelde een rol in de videoclip van Haven't Met You Yet.

## Hitnoteringen

### Nederlandse Top 40
| Hitnotering: 10-10-2009 t/m 30-01-2010 | Hitnotering: 10-10-2009 t/m 30-01-2010 | Hitnotering: 10-10-2009 t/m 30-01-2010 | Hitnotering: 10-10-2009 t/m 30-01-2010 | Hitnotering: 10-10-2009 t/m 30-01-2010 | Hitnotering: 10-10-2009 t/m 30-01-2010 | Hitnotering: 10-10-2009 t/m 30-01-2010 | Hitnotering: 10-10-2009 t/m 30-01-2010 | Hitnotering: 10-10-2009 t/m 30-01-2010 | Hitnotering: 10-10-2009 t/m 30-01-2010 | Hitnotering: 10-10-2009 t/m 30-01-2010 | Hitnotering: 10-10-2009 t/m 30-01-2010 | Hitnotering: 10-10-2009 t/m 30-01-2010 | Hitnotering: 10-10-2009 t/m 30-01-2010 | Hitnotering: 10-10-2009 t/m 30-01-2010 | Hitnotering: 10-10-2009 t/m 30-01-2010 | Hitnotering: 10-10-2009 t/m 30-01-2010 | Hitnotering: 10-10-2009 t/m 30-01-2010 | Hitnotering: 10-10-2009 t/m 30-01-2010 |
| Week                                   | 1                                      | 2                                      | 3                                      | 4                                      | 5                                      | 6                                      | 7                                      | 8                                      | 9                                      | 10                                     | 11                                     | 12                                     | 13                                     | 14                                     | 15                                     | 16                                     | 17                                     |                                        |
| -------------------------------------- | -------------------------------------- | -------------------------------------- | -------------------------------------- | -------------------------------------- | -------------------------------------- | -------------------------------------- | -------------------------------------- | -------------------------------------- | -------------------------------------- | -------------------------------------- | -------------------------------------- | -------------------------------------- | -------------------------------------- | -------------------------------------- | -------------------------------------- | -------------------------------------- | -------------------------------------- | -------------------------------------- |
| Positie:                               | 39                                     | 29                                     | 19                                     | 14                                     | 14                                     | 10                                     | 5                                      | 4                                      | 6                                      | 9                                      | 10                                     | 14                                     | 14                                     | 20                                     | 24                                     | 37                                     | 40                                     | uit                                    |

### NederlandseSingle Top 100
| Hitnotering: 12-09-2009 t/m 06-03-2010 | Hitnotering: 12-09-2009 t/m 06-03-2010 | Hitnotering: 12-09-2009 t/m 06-03-2010 | Hitnotering: 12-09-2009 t/m 06-03-2010 | Hitnotering: 12-09-2009 t/m 06-03-2010 | Hitnotering: 12-09-2009 t/m 06-03-2010 | Hitnotering: 12-09-2009 t/m 06-03-2010 | Hitnotering: 12-09-2009 t/m 06-03-2010 | Hitnotering: 12-09-2009 t/m 06-03-2010 | Hitnotering: 12-09-2009 t/m 06-03-2010 | Hitnotering: 12-09-2009 t/m 06-03-2010 | Hitnotering: 12-09-2009 t/m 06-03-2010 | Hitnotering: 12-09-2009 t/m 06-03-2010 | Hitnotering: 12-09-2009 t/m 06-03-2010 | Hitnotering: 12-09-2009 t/m 06-03-2010 |
| Week                                   | 1                                      | 2                                      | 3                                      | 4                                      | 5                                      | 6                                      | 7                                      | 8                                      | 9                                      | 10                                     | 11                                     | 12                                     | 13                                     | 14                                     |
| -------------------------------------- | -------------------------------------- | -------------------------------------- | -------------------------------------- | -------------------------------------- | -------------------------------------- | -------------------------------------- | -------------------------------------- | -------------------------------------- | -------------------------------------- | -------------------------------------- | -------------------------------------- | -------------------------------------- | -------------------------------------- | -------------------------------------- |
| Positie:                               | 100                                    | 63                                     | 65                                     | 60                                     | 72                                     | 41                                     | 17                                     | 28                                     | 16                                     | 18                                     | 20                                     | 28                                     | 40                                     | 35                                     |
| Week:                                  | 15                                     | 16                                     | 17                                     | 18                                     | 19                                     | 20                                     | 21                                     | 22                                     | 23                                     | 24                                     | 25                                     | 26                                     |                                        |                                        |
| Positie:                               | 20                                     | 27                                     | 31                                     | 28                                     | 36                                     | 38                                     | 34                                     | 41                                     | 34                                     | 53                                     | 64                                     | 66                                     | uit                                    |                                        |

### VlaamseUltratop 50
| Hitnotering: 14-11-2009 | Hitnotering: 14-11-2009 | Hitnotering: 14-11-2009 |
| Week                    | 1                       |                         |
| ----------------------- | ----------------------- | ----------------------- |
| Positie:                | 42                      | uit                     |

### VlaamseRadio 2 Top 30
| Hitnotering: 24-10-2009 t/m 17-04-2010 | Hitnotering: 24-10-2009 t/m 17-04-2010 | Hitnotering: 24-10-2009 t/m 17-04-2010 | Hitnotering: 24-10-2009 t/m 17-04-2010 | Hitnotering: 24-10-2009 t/m 17-04-2010 | Hitnotering: 24-10-2009 t/m 17-04-2010 | Hitnotering: 24-10-2009 t/m 17-04-2010 | Hitnotering: 24-10-2009 t/m 17-04-2010 | Hitnotering: 24-10-2009 t/m 17-04-2010 | Hitnotering: 24-10-2009 t/m 17-04-2010 | Hitnotering: 24-10-2009 t/m 17-04-2010 | Hitnotering: 24-10-2009 t/m 17-04-2010 | Hitnotering: 24-10-2009 t/m 17-04-2010 | Hitnotering: 24-10-2009 t/m 17-04-2010 | Hitnotering: 24-10-2009 t/m 17-04-2010 |
| Week:                                  | 1                                      | 2                                      | 3                                      | 4                                      | 5                                      | 6                                      | 7                                      | 8                                      | 9                                      | 10                                     | 11                                     | 12                                     | 13                                     | 14                                     |
| -------------------------------------- | -------------------------------------- | -------------------------------------- | -------------------------------------- | -------------------------------------- | -------------------------------------- | -------------------------------------- | -------------------------------------- | -------------------------------------- | -------------------------------------- | -------------------------------------- | -------------------------------------- | -------------------------------------- | -------------------------------------- | -------------------------------------- |
| Positie:                               | 25                                     | 22                                     | 18                                     | 12                                     | 7                                      | 5                                      | 4                                      | 3                                      | 3                                      | 3                                      | 4                                      | 5                                      | 8                                      | 9                                      |
| Week:                                  | 15                                     | 16                                     | 17                                     | 18                                     | 19                                     | 20                                     | 21                                     | 22                                     | 23                                     | 24                                     | 25                                     | 26                                     |                                        |                                        |
| Positie:                               | 13                                     | 13                                     | 10                                     | 10                                     | 11                                     | 16                                     | 20                                     | 23                                     | 25                                     | 27                                     | 29                                     | 30                                     | uit                                    |                                        |

### NPO Radio 2 Top 2000
| Nummer met noteringen in de NPO Radio 2 Top 2000 | '10 | '11 | '12  | '13  | '14  | '15  |
| ------------------------------------------------ | --- | --- | ---- | ---- | ---- | ---- |
| Haven't Met You Yet                              | 371 | 750 | 1070 | 1295 | 1696 | 1772 |

1. ↑  Een vetgedrukt getal geeft de hoogste notering aan.
2. ↑  2010 was het eerste jaar met een notering voor dit nummer.
3. ↑  Deze tabel is bijgewerkt tot en met de laatste editie (2024).